# ایکر فلورس
ایکر فلورس (اسپانیایی: Iker Flores‎؛ زادهٔ ۲۸ ژوئیهٔ ۱۹۷۶) دوچرخه‌سوار اهل اسپانیا است. وی در مسابقات تور دو فرانس و جیرو دیتالیا شرکت کرده است.